# Enrico Enriquez
Enrico Enriquez (ur. 30 września 1701 w Campi, zm. 25 kwietnia 1756 w Rawennie) – hiszpański kardynał.

## Życiorys
Urodził się 30 września 1701 roku, jako syn Giovanniego Enriqueza i Cecilii Capece Minutolo. Studiował na La Sapienzy, gdzie uzyskał doktorat utroque iure, a następnie został referendarzem Trybunału Obojga Sygnatur. 15 grudnia 1743 roku przyjął święcenia diakonatu. Dzień później został tytularnym arcybiskupem Nazianzus, a 29 grudnia przyjął sakrę. W latach 1744–1754 był nuncjuszem w Hiszpanii. 26 listopada 1753 roku został kreowany kardynałem prezbiterem i otrzymał kościół tytularny Sant’Eusebio. Dwa lata później został legatem w Romanii. Zmarł 25 kwietnia 1756 roku w Rawennie.